# Stari Gradac - Lendava
Stari Gradac - Lendava este o arie protejată (sit de importanță comunitară — SCI) din Croația întinsă pe o suprafață de 28,33 ha, integral pe uscat.

## Localizare
Centrul sitului Stari Gradac - Lendava este situat la coordonatele 45°56′24″N 17°17′53″E / 45.94°N 17.298°E.

## Înființare
Situl Stari Gradac - Lendava a fost declarat sit de importanță comunitară în iulie 2013 pentru a proteja 1 specie de animale.

## Biodiversitate
Situată în ecoregiunea continentală, aria protejată nu include niciun habitat protejat.
La baza desemnării sitului se află o specie protejată de  pești: țigănuș (Umbra krameri).